# Louis Lefèvre-Utile
Louis Lefèvre-Utile est un industriel français né à Nantes 6 octobre 1858 et mort dans la même ville le 26 novembre 1940.
Il est le fondateur de la marque de biscuits LU.

## Biographie
Louis Lefèvre-Utile est le fils de Jean-Romain Lefèvre (1819-1883), fondateur d'une pâtisserie rue Boileau à Nantes en 1846, industriel de la biscuiterie, et de Pauline-Isabelle Utile (1830-1922). Son oncle est le fondateur de Lefèvre-Denise à Nancy. Il est élève au lycée de Nantes.
Il se rend en Angleterre pour étudier les biscuits anglais, puis, rentré à Nantes, rachète le magasin de ses parents en 1882. Il fait construire une usine sur les bords de la Loire, en face du château des ducs de Bretagne et de la gare, dont il subsiste aujourd'hui la tour LU (Le Lieu unique). Il crée les « Petit Beurre LU ».
Le 29 novembre 1882, il épouse Mathilde Gaudin, fille d'un marchand de vin.
À partir de 1887, il s'associe avec son beau-frère Ernest Lefièvre.
Accordant une grande importance à la publicité, il collabore notamment avec Alfons Mucha, Paul Chabas, Adolphe Piot ou bien Alexis de Broca.
Conseiller du commerce extérieur de la France, il est également censeur de la succursale de la Banque de France à Nantes et membre du conseil d’administration de l'école nationale professionnelle Livet.

## Publications
- La Loire. Un programme de destruction et d'infection pour la ville de Nantes, 1923.